# Amata palanana
Amata palanana là một loài bướm đêm thuộc phân họ Arctiinae, họ Erebidae.